# 투영법 (미술)
투영법(投影法)은 미술등에서 공간에 있는 물체의 형태와 위치를 평면 위에 정확히 나타내어 그리는 일. 시점과 물체의 모든 점을 맺은 직선이 평면에 가서 만나는 점에 의하여 도형을 얻는다. 특히 한점이 중심점에서 다루어지는 중심투영법을  일반적으로 투시법이라고 한다.

## 투시법
투시법(透視法) 또는 중심투영법(中心投影法)은 미술에서 한 점을 시점으로 하여 물체를 원근법에 따라 눈에 비친 그대로 그리는 기법.

## 삼점 투시법
삼점 투시법(三點透視法)은 삼차원 대상물을 평면에 입체감과 원근감을 주어 그리는 방법의 하나. 일반적으로 수평 방향 좌우에 두 점과 아래쪽 수직 방향에 한 점을 정한 후, 이 세 점을 소실점으로 하여 세 면을 입체적으로 그린다.

## 로마 미술
| |
| (예시) 베티의 집(House of the Vettii), 폼페이 양식의 4번째 스타일(the Fourth style,벽화) - 직관적인 원근법을 보여준다. |

## 같이 보기
- 착시